# Explosión en Plumpang
El 3 de marzo de 2023, se produjo un incendio seguido de una explosión en un depósito de petróleo de Pertamina en Plumpang, Koja, Yakarta. El fuego se extendió a las zonas residenciales cercanas y al menos treinta y tres personas murieron.

## El oleoducto
El depósito de almacenamiento de petróleo de Pertamina en Plumpang a menudo se considera el depósito de combustible más importante de Indonesia, ya que se estableció en 1974 y tiene una capacidad de casi 300 millones de litros de combustible. Por sí solo, el depósito maneja alrededor del 20 por ciento del suministro de combustible del país, y sirve principalmente al área metropolitana de Yakarta. Anteriormente experimentó un incendio en 2009, cuando una persona murió.
Las áreas residenciales estaban inicialmente bastante alejadas del depósito de combustible, con una parcela de tierra propiedad de Pertamina que las separaba. Sin embargo, a partir de 1998, los lugareños habían invadido gradualmente el terreno de Pertamina, construyendo casas ilegalmente hasta que miles de residentes vivían muy cerca del depósito de combustible. En el momento del incendio, algunas casas estaban a solo un metro de distancia de la cerca del depósito, y el lote de Pertamina se había convertido en una zona residencial densa. Pertamina pretendía que la distancia mínima entre el depósito y las áreas residenciales fuera de 300 metros después del incendio de 2009.

## Incendio y explosión
Alrededor de las 8 p. m., hora local (UTC+7), se produjo un incendio en el depósito de combustible. Según el portavoz de Pertamina, el incendio se originó en la tubería de recepción del depósito. Se sospechaba que un rayo había provocado el incendio. Los bomberos recibieron un informe del incendio a las 20:11. El fuego se extendió a varias casas cercanas, y testigos locales informaron de una fuerte explosión. Se quemaron decenas de casas locales, aunque alrededor de las 23:00 la mayoría de los incendios residenciales habían sido sofocados.
Inicialmente se desplegaron dos camiones de bomberos y diez bomberos, y esto aumentó gradualmente a 52 camiones de bomberos con 260 bomberos. Alrededor de las 22:30, el fuego había sido localizado y el incendio fue sofocado alrededor de la medianoche.

## Consecuencias
Decenas de víctimas de quemaduras fueron evacuadas a hospitales cercanos. A las 23:00 hora local, se había confirmado la muerte de 17 personas, incluidos dos niños, con más de cincuenta heridos. Posteriormente, se revisó a la baja a 13 muertos al día siguiente, con tres niños entre los muertos. Otros cuatro cuerpos fueron encontrados el sábado por la mañana en las ruinas, aumentando el número de muertos a 17. El número de muertos se actualizó a 19 al día siguiente, con otros 3 adolescentes aún desaparecidos. Unas 600 personas fueron evacuadas durante la noche a la alcaldía de Yakarta del Norte ya los edificios públicos cercanos.
Las operaciones de abastecimiento de combustible se reanudaron en el depósito a las 04:00 hora local del día siguiente. Pertamina utilizó varios otros depósitos de combustible en el Gran Yakarta para compensar la interrupción en Plumpang. El ministro de empresas estatales, Erick Thohir, manifestó su intención de reubicar a los residentes que viven cerca de las instalaciones. El presidente Joko Widodo visitó un campamento de evacuados el 5 de marzo y planteó las opciones de reubicar a los residentes cercanos o trasladar el depósito de Pertamina a una isla recuperada.